# Halley (film)
Halley è un film del 2012 diretto da Sebastián Hofmann.

## Trama
Alberto lavora come guardia notturna in una palestra di Città del Messico aperta 24 ore su 24. Il suo corpo è clinicamente morto e sta iniziando a decomporsi, ma è ancora cosciente ed è in grado di muoversi e parlare; gli diventa però sempre più difficile celare agli altri la sua vera condizione, cosa che fa profumandosi e truccandosi, e in particolare a Luly, la proprietaria della palestra. Per questo motivo decide di licenziarsi.
Mentre cammina per strada, si accascia improvvisamente; siccome non dà segni di vita, il suo corpo viene chiuso in un sacco e portato all'obitorio, dove si risveglia improvvisamente. L'addetto dell'obitorio non sembra sorpreso per niente e lo invita a restare con lui per fargli compagnia durante il lavoro, anche perché lo ammonisce sul rischio che il suo corpo subisca gravi danni e mutilazioni senza tuttavia che la sua anima se ne distacchi. Alberto però declina l'offerta del medico e accetta di uscire con Luly per sancire la fine del suo rapporto di lavoro. La donna gli fa capire che nutre un certo interesse per lui, ma Alberto finge di non avvedersene; prova a mangiare una fetta di torta che gli ha offerto Luly, ma deve solo fingere di averla ingerita.
Tornato a casa, Alberto si masturba ma l'azione finisce per danneggiare il suo apparato urogenitale. Si trasferisce allora tra i ghiacci polari, fuori del consesso civile, dove le basse temperature possono preservarlo da un'ulteriore decomposizione.

## Produzione
A riguardo del titolo del film, il regista Sebastián Hofmann ha dichiarato in un'intervista a Vice Mexico che, quando aveva iniziato a pensare alla storia per il film, si ricordò di quando, da bambino, sua nonna gli chiese di disegnare la cometa di Halley; ciò avvenne nel 1986, all'ultimo passaggio della cometa presso la Terra. Mentre era nello Yucatán a scrivere la sceneggiatura, lesse su un quotidiano di uno sciame meteorico causato dalla polvere cosmica della coda della cometa. Pensò che non potesse essere una semplice coincidenza e chiamò il progetto come la cometa. Per il regista, la cometa di Halley è anche "un simbolo d'immortalità", poiché è conosciuta dagli albori dell'astronomia e impiega circa  75 anni per orbitare attorno al sole. Hofmann sostiene che "è l'eterna testimone della nostra storia, con i suoi cicli di crescita e declino. Lo spazio tra ognuna delle sue visite è la durata di una vita umana."

## Distribuzione
Il film fu presentato al Festival Internazionale del Cinema di Morelia a novembre 2012 e successivamente al Sundance Film Festival nel 2013. Fu proiettato anche all'International Film Festival Rotterdam il 25 gennaio 2013.
In Italia è stato reso disponibile sulla piattaforma MUBI, in lingua originale con sottotitoli.

## Accoglienza critica
Grazie al modo particolare in cui tratta argomenti come la mortalità, la malattia e la solitudine, alla fotografia e all'interpretazione del protagonista, Halley ha ottenute recensioni positive in diversi media. Marc Saint-Cyr ha lodato il film su Senses of Cinema per aver trasportato il genere degli zombie in un territorio originale, con uno "studio del personaggio meditato e composto con esperienza". Ha concluso che "mentre tanti altri cineasti pretendono di volersi piegare o di voler rompere le esagerate convenzioni del genere, Hofmann coraggiosamente se le lascia tutte alle spalle, ed emerge con l'esame del corpo, la mortalità e l'alienazione mostrati mestamente. Preciso e puro, è un risultato artistico virtualmente impeccabile". Mark Adams ha definito il film su Screen Daily "un dramma surrealistico stiloso in modo disturbante", con una "storia stranamente coinvolgente, interpretazioni notevoli e uno strano senso del grottesco".

## Riconoscimenti
- 2014 – Premi Ariel[senza fonte]
  - Premio Ariel per il miglior trucco ad Adam Zoller
  - Candidatura al Premio Ariel per la miglior opera prima a Sebastián Hofmann
  - Candidatura al Premio Ariel per la miglior colonna sonora a Gustavo Mauricio Hernández Dávila
  - Candidatura al Premio Ariel per il miglior sonoro a Uriel Esquenazi e Raúl Locatelli
  - Candidatura al Premio Ariel per i migliori effetti speciali a Gustavo Bellón
- 2013 – Durban International Film Festival
  - Premio alla miglior fotografia a Matias Penachino[8]
- 2013 – East End Film Festival
  - Premio al miglior film[9]
- 2013 – Filmfest München
  - CineVision Award a Sebastián Hofmann[10]
- 2013 – International Film Festival Rotterdam
  - Candidatura allo Hivos Tiger Award a Sebastián Hofmann[11]
- 2013 – Sitges - Festival internazionale del cinema fantastico della Catalogna
  - Premio Nuove Visioni a Sebastián Hofmann[12]